# Красный Урал (Западно-Казахстанская область)
Красный Урал (каз. Красный Урал) — село в Зеленовском районе Западно-Казахстанской области Казахстана. Входит в состав Достыкского сельского округа. Был в составе Чувашинского сельского округа. Код КАТО — 274473200.
Село расположено на левом берегу реки Чаган, в 1,5 км от казахстанско-российской границы.

## Население
В 1999 году население села составляло 232 человека (110 мужчин и 122 женщины). По данным переписи 2009 года, в селе проживало 99 человек (53 мужчины и 46 женщин).